# Radachów
Radachów (prononciation : [raˈdaxuf]) est un village polonais de la gmina de Ośno Lubuskie dans le powiat de Słubice de la voïvodie de Lubusz dans l'ouest de la Pologne.
Il se situe à environ 6 kilomètres au nord-est d'Ośno Lubuskie (siège de la gmina), 29 kilomètres à nord-est de Słubice (siège de le powiat) et 15 kilomètres au sud-ouest de Gorzów Wielkopolski (capitale de la voïvodie).

## Histoire
Au cours du deuxième partage de la Pologne en 1793, le village est annexé par le Royaume de Prusse. Après la réforme administrative du royaume de Prusse en 1815, Radach entre dans l'arrondissement de Sternberg-en-Nouvelle-Marche, qui est divisé ensuite, et elle fait partie de l'arrondissement de Sternberg-Ouest qui est lui-même partie du district de Francfort-sur-l'Oder au sein de la province de Brandebourg.
Après la Seconde Guerre mondiale, avec la mise en œuvre de la ligne Oder-Neisse, le village retourne à la République populaire de Pologne. La population d'origine allemande est expulsée et remplacée par des Polonais.
De 1975 à 1998, le village appartenait administrativement à la voïvodie de Gorzów.

Depuis 1999, il appartient administrativement à la voïvodie de Lubusz

## Personnalités liées à la commune

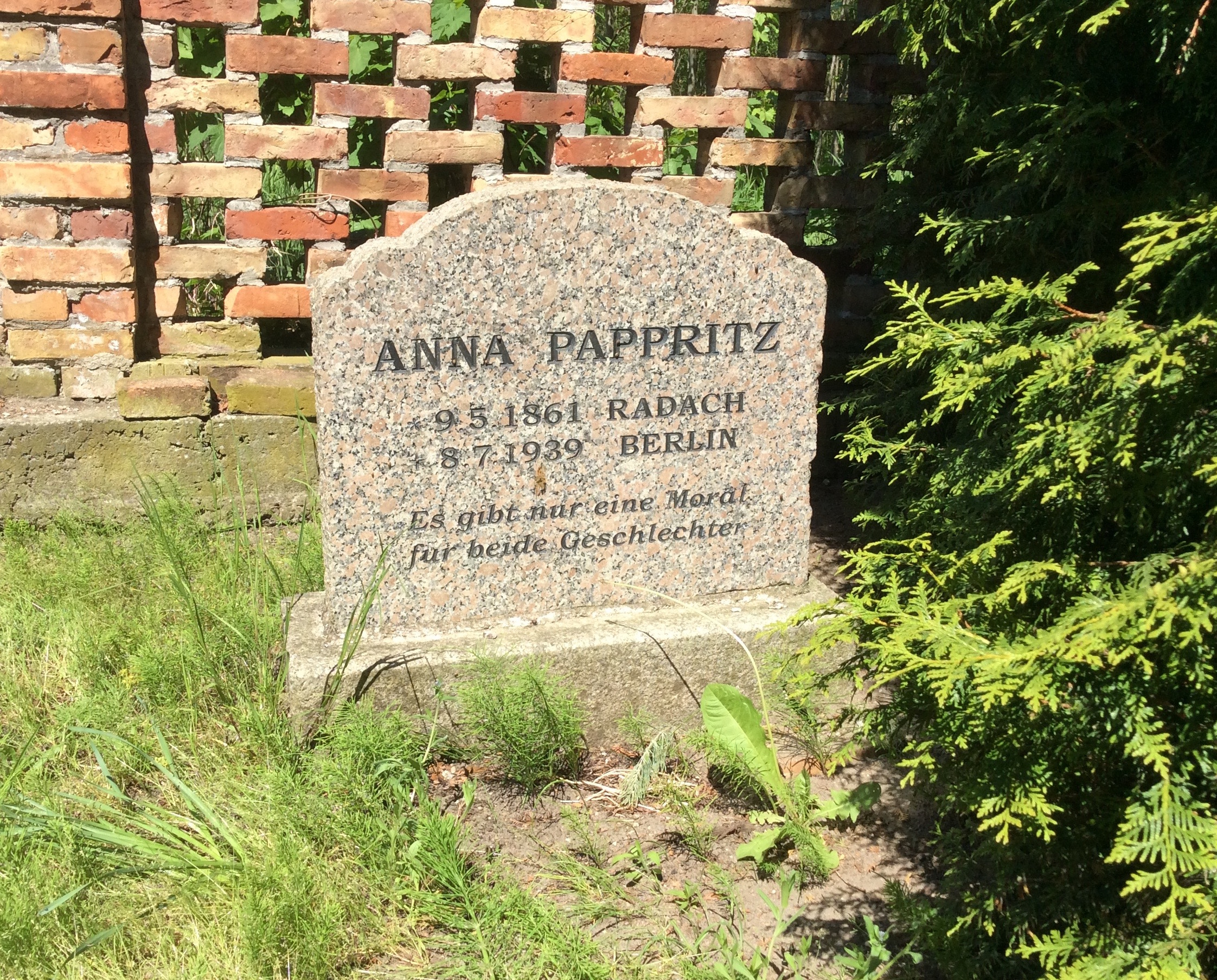
Tombe d'Anna Pappritz à Radachow

- Anna Pappritz (1861-1939), écrivaine, militante des droits des femmes et abolitionniste, y est née et morte.